# Oporornis agilis
La parula del Connecticut (Oporornis agilis (A. Wilson, 1811)), unica specie del genere Oporornis S. F. Baird, 1858, è un uccello della famiglia dei Parulidi originario delle regioni centro-settentrionali del Nordamerica.

## Descrizione

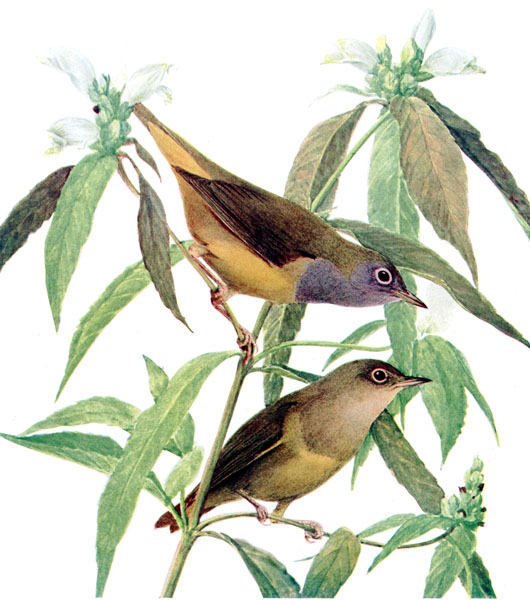

La parula del Connecticut è uno degli uccelli canori meno conosciuti del Nordamerica. Questa parula timida e schiva rimane tuttora poco studiata, in parte a causa delle sue abitudini riservate, e il suo nido venne scoperto soltanto quasi 70 anni dopo la prima descrizione della specie.
Misura 13–15 cm di lunghezza, ha un'apertura alare di 23 cm e pesa circa 15 g. Sopra è prevalentemente oliva o bruno-oliva, con regioni inferiori color giallo chiaro e un cappuccio grigio o brunastro, che si estende fino alla parte inferiore della gola. Il maschio e la femmina sono simili nell'aspetto durante tutto l'anno, ma la femmina ha colori generalmente più spenti del maschio. Gli esemplari immaturi hanno una colorazione meno vivida degli adulti, con testa marroncina e gola più chiara. In ogni tipo di piumaggio vi è sempre un anello oculare bianco completo attorno ad ogni occhio. La parula del Connecticut ha una coda corta, e zampe e dita sono rosa.
Questa specie si distingue da tutte le altre parule per la sua abitudine di camminare sul terreno in modo elastico, abbassando su e giù la breve coda.

## Distribuzione e habitat
La parula del Connecticut giunge in maggio nei suoi terreni di nidificazione, che si estendono dalla Columbia Britannica centrale verso est, attraverso il Canada centrale, fino al Québec orientale e alla parte settentrionale della regione dei Grandi Laghi degli Stati Uniti. In agosto, questa specie migra verso i suoi territori di svernamento situati a est delle Ande attorno al bacino amazzonico in Colombia, Venezuela, Perù, Guyana francese e Brasile.
Sebbene il primo esemplare noto di questa specie sia stato catturato in Connecticut, il nome comune di questa parula è fuorviante, in quanto essa non nidifica affatto in questo territorio e anche durante le migrazioni vi appare solo di rado.
La parula del Connecticut nidifica nei boschi aperti, nelle foreste e nelle aree paludose di pianura. Predilige i boschetti di pini maturi e multistratificati, in particolare quelli dotati di un fitto sottobosco di latifoglie.
Nelle aree di svernamento frequenta i boschi, i margini delle foreste e le fitte aree arbustive di seconda ricrescita.

## Biologia
Gran parte di quel che sappiamo sulla parula del Connecticut deriva dall'osservazione di una singola coppia nidificante del Michigan, e non sono mai stati effettuati rigorosi studi sperimentali sulla sua biologia generale. Il maschio di parula del Connecticut produce un rumoroso canto sonoro in cui una frase di due o tre parti viene ripetuta in fila diverse volte. Esso è stato descritto come una sorta di tweet chuh WHIP-uh chee-uh-WHIP-uh chee-uh-WAY. Di solito il maschio canta dai rami di un albero elevato nella parte medio-inferiore della volta, e la maggiore attività si registra al mattino presto. Il canto viene presumibilmente utilizzato per manifestare il predominio territoriale e per attrarre le femmine.
Questa specie è altamente territoriale durante i mesi estivi, quando avvengono il corteggiamento, l'accoppiamento e la nidificazione. La parula del Connecticut probabilmente nidifica tra la metà di giugno e i primi di agosto. Il nido è costituito da una coppa compatta e nascosta fatta di erba e foglie, imbottita con materiale soffice e situata sul terreno o nelle sue vicinanze. La femmina depone una singola covata di tre-cinque uova in ogni stagione riproduttiva. Le uova, di forma ovale, sono di color bianco-crema e presentano una serie di macchie e chiazze marrone-grigiastro.
Sono disponibili solamente poche altre informazioni riguardo alla biologia della parula del Connecticut, ma si ritiene che essa possa raggiungere almeno i quattro anni di vita.

## Conservazione
Nonostante la parula del Connecticut non sia attualmente considerata una specie minacciata a livello globale, la sua popolazione subì un declino tra la fine del XIX secolo e i primi del XX secolo, che è stato attribuito alla raccolta sconsiderata di esemplari da parte dei naturalisti. Durante la sua migrazione autunnale avvengono molti incidenti dovuti alle collisioni con fari e altri edifici.
La parula del Connecticut è inoltre vulnerabile alla perdita dell'habitat nei suoi territori di svernamento del Sudamerica. Tra gli altri fattori di minaccia ricordiamo la distruzione delle foreste di pini grigi e la frammentazione dell'habitat nei suoi terreni di nidificazione.
L'areale della parula del Connecticut è frammentato già di natura, perfino in condizioni ambientali ottimali. Tuttavia, la specie non è considerata «in pericolo» né «minacciata» in nessuno degli stati in cui è presente.
Attualmente non sono all'opera attività di conservazione per la parula del Connecticut nelle Foreste Nazionali di Michigan, Minnesota e Wisconsin, ma una bozza di linee guida per la conservazione della specie è stata stilata nella Foresta Nazionale di Chequamegon-Nicolet nel Wisconsin. Tra queste figurano la conservazione delle foreste di pino grigio, della copertura di muschi e di un fitto strato di arbusti, in quanto essi sembrano essere una caratteristica principale dell'habitat della specie.
Questa timida parula rimane tuttora una delle specie meno conosciute del Nordamerica, e sarebbe utile approfondire con adeguati studi la sua biologia, in particolare quella inerente al suo comportamento riproduttivo. Sono necessari anche studi che valutino l'esatta distribuzione delle sue aree di svernamento.